# Atacurile cu bombă din Sri Lanka din 2019
Pe 21 aprilie 2019, aproximativ 250 de oameni au fost uciși într-o serie de explozii produse la trei biserici și patru hoteluri din mai multe orașe din Sri Lanka, inclusiv capitala comercială Colombo.

## Atacuri
Trei dintre explozii au avut loc în trei biserici, în timp ce alte trei au vizat trei hoteluri de lux – Shangri-La, Cinnamon Grand și Kingsbury – din centrul orașului Colombo. Prima explozie a fost raportată la Biserica „Sf. Anton” din Colombo. Celelalte explozii au avut loc la o jumătate de oră după aceasta, oficialii vorbind despre un atac coordonat. La câteva ore distanță, alte două explozii au avut loc la hotelul Tropical Inn din Dehiwala și în cartierul Dematagoda din Colombo.

### Colombo

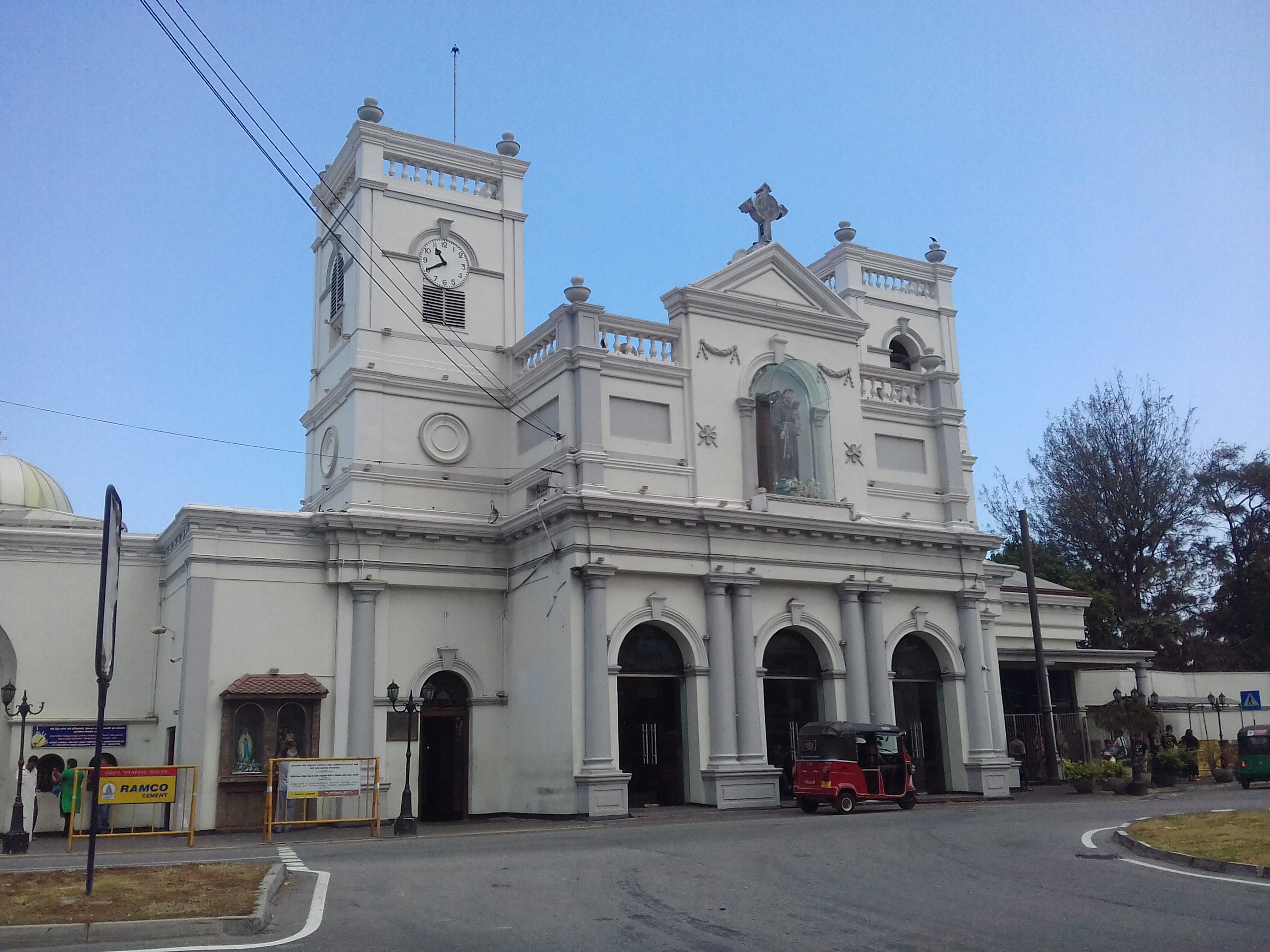
Biserica „Sf. Anton” din Kochcikade, Colombo, locul primei explozii

Prima explozie a avut loc la Biserica „Sf. Anton” din cartierul Kochcikade. Ulterior au fost raportate deflagrații la trei hoteluri de lux din centrul orașului: Shangri-La, Cinnamon Grand și Kingsbury. Explozia de la Shangri-La a avut loc la 8:57, oră la care restaurantul Table One de la etajul al treilea al hotelului era plin de turiști. La Cinnamon Grand, cu o noapte înainte de atac, autorul se înregistrase cu un nume fals sub pretextul unei călătorii de afaceri. În dimineața atacului din restaurantul Taprobane al hotelului, atacatorul s-a așezat la coada care aștepta să fie servită la bufet și și-a detonat explozivii atașați de spate. Câteva ore mai târziu, un alt atacator și-a detonat explozivii într-o casă din complexul Mahawila Gardens, situat în cartierul Dematagoda, în timp ce polițiștii intrau în locuință pentru a efectua percheziții. În explozie, etajul superior s-a prăbușit, iar trei polițiști au fost uciși.

### Negombo
În jurul orei locale 8:45, o explozie a avut loc la Biserica „Sf. Sebastian” din Negombo, un oraș majoritar catolic situat la nord de Colombo. La acea oră, în jur de 1.000 de credincioși participau la slujba de Paște. Potrivit martorilor, un tânăr purtând o geantă grea a intrat în biserică aproape de sfârșitul slujbei. Cel puțin 104 oameni au fost uciși în deflagrație, iar biserica a fost puternic avariată.

### Batticaloa
28 de oameni au fost uciși și 51 răniți într-o explozie la biserica evanghelică Zion din orașul Batticaloa.

### Dehiwala
A șaptea explozie din seria celor opt a avut loc la hotelul Tropical Inn din Dehiwala; doi oameni au fost uciși. Grădina zoologică aflată în apropierea hotelului a fost închisă.

## Victime
Cel puțin 290 de oameni au fost uciși și în jur de 500 răniți în seria de opt explozii. Răniții au fost transportați la cinci spitale din Colombo, Negombo și Batticaloa. Printre morți se numără și 35 de naționali din Bangladesh, China, Danemarca, India, Japonia, Marea Britanie, Maroc, Olanda, Pakistan, Polonia, Portugalia, Statele Unite și Turcia.

## Autori
Potrivit purtătorului de cuvânt al poliției, Ruwan Gunasekera, 24 de persoane au fost arestate în legătură cu atacurile. Șapte dintre ele au fost capturate în timpul unui raid al poliției asupra unei locuințe din complexul Mahawila Gardens. Ministrul Apărării, Ruwan Wijewardene, a cerut mass-media să nu publice numele atacatorilor. Citat de The Guardian, ministrul a mai declarat că guvernul crede că atacurile au fost comise de un singur grup de extremiști religioși.
Ministrul Telecomunicațiilor, Harin Fernando, a confirmat că șeful poliției naționale, Pujuth Jayasundara, a trimis o alertă adjunctului inspectorului general, Priyalal Dissanayake, cu zece zile înainte de atacuri, care, pe baza unui raport de informații străin, indica că atacatori sinucigași afiliați NTJ, o grupare islamistă condusă de Mohammed Caasim Mohammed Zahran, plănuiau să atace biserici importante și ambasada Indiei din Colombo. Inițial, guvernul a negat autenticitatea alertei, însă, ulterior, prim-ministrul Ranil Wickremesinghe a declarat că „informațiile erau acolo” și că guvernul său trebuie să analizeze „de ce nu au fost luate măsuri de precauție adecvate”. În 2016, secretarul NTJ, Abdul Razik, a fost arestat pentru incitare la rasism. Un an mai târziu, NTJ i-a fost atribuită vandalizarea mai multor statui budiste.

## Reacții

### Naționale
Ministerul Apărării a decretat stare de asediu de 12 ore, începând de la ora locală 18. De asemenea, Guvernul a anunțat blocarea temporară a rețelelor de socializare pentru a împiedica propagarea de informații incorecte și false. Școlile din întreaga țară au fost închise între 21 și 23 aprilie din motive de securitate. De asemenea, securitatea a fost sporită pe Aeroportul Internațional Bandaranaike din Colombo.
Președintele Maithripala Sirisena a făcut apel la calm și a rugat oamenii să colaboreze cu autoritățile. Prim-ministrul Ranil Wickremesinghe a criticat „atacurile lașe” și a dat asigurări că se iau măsuri imediate pentru a controla situația. Într-o postare pe Twitter, liderul opoziției și fostul președinte Mahinda Rajapaksa a catalogat atacurile „absolut barbare” și a transmis că „nu vom tolera încă o dată astfel de violențe, de acte de terorism, de lașitate în interiorul granițelor noastre”.
După atacuri, toate manifestările de Paște au fost anulate. Arhiepiscopul de Colombo, Malcolm Ranjith, i-a descris pe cei din spatele atacurilor drept „animale” și a cerut autorităților să îi pedepsească „fără milă”.

### Internaționale
Mesaje de condoleanțe și de condamnare a atacurilor au fost exprimate de liderii din Afganistan, Australia, Bangladesh, Brazilia, Bulgaria, Canada, Danemarca, Emiratele Arabe Unite, Filipine, Finlanda, Franța, Germania, India, Indonezia, Israel, Italia, Malaezia, Marea Britanie, Noua Zeelandă, Olanda, Pakistan, Palestina, România, Rusia, Serbia, Singapore, Slovacia, Statele Unite, Suedia, Turcia și Vatican.